# Vlastivědné muzeum ve Slaném
Vlastivědné muzeum ve Slaném je muzeum ve Slaném. Jedná se o příspěvkovou organizaci města. Založeno bylo v roce 1885. Sídlí na východním okraji Masarykova náměstí v budově bývalé piaristické koleje, kterou sdílí s Knihovnou Václava Štecha.
Již od počátku bylo muzeum zaměřeno na regionální vlastivědu. Archeologická část sbírek byla založena z nálezů během vykopávek na Slánské hoře na konci 19. století.

## Historie
Návrh na založení muzea podal Václav Štech 15. května 1885 Občanské besedě ve Slaném (podle jiných zdrojů šlo o 18. května). 5. února následujícího roku městské zastupitelstvo schválilo muzejní statut nové instituce. Muzejnímu sboru předsedal purkmistr August Hemerka, zástupci literárního odboru Občanské besedy pak byli novinář Ferdinand Marjánko jako pokladník, profesor František Stýblo jako knihovník a Václav Štech jako kustod. Muzeum bylo umístěno do domu č. 143 na náměstí a poprvé otevřeno veřejnosti 12. září 1886.
Další vývoj muzea však na několik let ustal, neboť na jeho správě se krom muzejnímu sboru podílela přímo i městská rada a literární odbor Občanské besedy. Spory o řízení a nespokojenost s výslednou nečinností vedla 1. listopadu 1891 k založení Muzejního spolku, od roku 1898 pojmenovaného Muzejní a literární spolek „Palacký“; jedním ze zakladatelů byl opět Štech. Založení nového spolku vedlo k rozproudění muzejních aktivit: začalo se s výstavami, organizováním přednášek a vydáváním publikací. Od roku 1893 tak začala mj. vycházet ročenka Slánský obzor.
S narůstajícím rozsahem sbírek byly prostory v domě č. 143 shledány jako nevyhovující a roku 1897 se tak muzeum přesunulo do přízemí bývalé piaristické koleje; k znovuotevření sbírek pro veřejnost došlo 29. srpna. Tou dobou tam sídlilo též Gymnázium Slaný, tehdy ve formě státního gymnázia. Po několika dalších stěhováních se roku 1940 muzeum do budovy koleje vrátilo a už zde zůstalo, zatímco gymnázium se během 40. let 20. století přesunulo do nové funkcionalistické budovy.